# Andrzej Mycielski
Andrzej Mycielski (ur. 20 grudnia 1900 w Krakowie, zm. 6 października 1993 w Warszawie) – polski profesor nauk prawnych, specjalista prawa konstytucyjnego.

## Życiorys
Pochodził z rodziny hrabiów – Mycielskich herbu Dołęga. Jego zainteresowanie nauką ukształtowało się pod wpływem stryja, profesora historii sztuki i rektora Uniwersytetu Jagiellońskiego Jerzego Mycielskiego. 18 marca 1933 habilitował się (otrzymał veniam legendi, czyli prawo do prowadzenia wykładów) w zakresie prawa politycznego i nauki o państwie na Wydziale Prawa i Nauk Społecznych Uniwersytetu Stefana Batorego w Wilnie. Podstawę habilitacji stanowiły prace Obsada urzędu Prezydenta Rzeczypospolitej oraz O przestrzennych granicach państwa w świetle krytyki Kelsena. Rok później przeniósł się z rodziną z Krakowa do Wilna, gdzie mieszkał aż do wybuchu wojny. Podczas okupacji prowadził tajne nauczanie na Uniwersytecie Jagiellońskim. Po 1945 uczestniczył w reaktywowaniu Uniwersytetu Wrocławskiego. Później był kierownikiem Zakładu Prawa Państwowego na Uniwersytecie Wrocławskim. W latach pięćdziesiątych został relegowany z uczelni, m.in. w następstwie powoływania się na jego publikacje przez Stanisława Mikołajczyka, w walce przeciwko ustrojowi stalinowskiemu w Polsce. Wrócił po odwilży 1956 r.
Doktor honoris causa Uniwersytetu Wrocławskiego (28 maja 1993 r.). Wychował kilku profesorów m.in. Kazimierza Działochę i Janusza Trzcińskiego. Pod jego kierunkiem rozprawę doktorską przygotował Aleksander Patrzałek. Był współautorem projektu konstytucji, nad którą pracę rozpoczął Sejm kontraktowy. Autor licznych prac naukowych, m.in. podręczników prawa państwowego
Był ojcem Jerzego Feliksa, Elżbiety i Andrzeja, dziadkiem Macieja.

## Wybrane publikacje[7]
- Polskie prawo polityczne (1947)
- Zarys nauki prawa państwowego (cz.1) (1960)